# Dolomedes fimbriatus
Dolomedes fimbriatus es una araña araneomorfa de la  familia Pisauridae que es más conocida como la araña balsa. Se distribuyen en toda Europa y partes de Asia.

## Características
El macho mide entre 10 y 17 mm mientras que las hembras alcanzan los 22 mm.[cita requerida] Son de color marrón leonado, con una banda lateral de color blanco o amarillento. Lo más característico de esta araña es su modo de vida, condicionado por el agua. Aunque no pueda nadar, se sumerge en el agua sin dificultad. Se mantienen flotando en el agua, como lo hacen los zapateros, gracias a la tensión superficial de este medio.

## Alimentación y hábitat
Habitan generalmente en pantanos y bosques cerca de las orillas de ríos y corrientes marinas, tejen sus  telarañas en árboles, plantas y protegen sus crías. Raras veces suelen bajar al suelo y también ahí se pueden sumergir en el agua como los hacen otros artrópodos, los zapateros, están más activas durante la noche para realizar sus cazas nocturnas, la variedad de alimentos que puede consumir son insectos como avispas, abejas, moscas, cucarachas, libélulas, y también se ha comprobado que se pueden alimentar de animales vertebrados como peces y ranas solo cuando la araña se encuentra sumergida en el agua.

## Reproducción
El apareamiento puede tener lugar desde mayo a julio donde el macho y la hembra buscan reproducirse tras la copula la hembra devora al macho y deposita las ninfas que miden 1 cm y son evueltas en una telaraña para su cuidado hasta que los individuos alcancen la madurez en un año.

## Veneno
Son arañas tranquilas y asustadizas, que huyen si se sienten amenazadas, aunque su mordedura no es muy severa debido a que su veneno no es tan potente, a diferencia de otras especies arañas más peligrosas. Su mordedura puede ser curada con un remedio casero o asistiendo a un centro médico.